# Palaye Royale
Palaye Royale — канадсько-американський рок-гурт із Лас-Вегаса, створений у 2008 році братами Ремінгтоном Лейтом, Себастьяном Данцігом та Емерсоном Барретом. Справжнє прізвище братів Кропп; кожен сценічний псевдонім використовує свої відповідні імена по батькові. Вони утворили гурт під назвою Kropp Circle у 2008 році та змінили назву на Palaye Royale у 2011 році.

## Історія

### Kropp Circle (2008—2011)
Себастьян, найстарший брат, народився в Канаді в День Канади. Ремінгтон і Емерсон пізніше народилися в Штатах після того, як сім'я переїхала в Лас-Вегас незабаром після народження Себастьяна. 2008 року брати створили гурт Kropp Circle, до якого входили Себастьян (тоді 16 років), гітара, Ремінгтон (тоді 14 років), вокал та Емерсон (на той час 12 років) барабани. Kropp Circle був показаний в онлайн-шоу Radio Disney NBT (Next Big Thing) у 2009 році. У 2011 році вони змінили свою назву на Palaye Royale, як посилання на танцювальний зал Palais Royale в Торонто, де вперше зустрілися їхні дідусь і бабуся.

### Palaye Royale (2012–дотепер)
У березні 2012 року Palaye Royale, називаючи себе «рок-гуртом модного мистецтва», випустили свій перший сингл «Morning Light». EP із шести пісень The Ends Beginning вийшов у червні 2013 року. 2014 року вони були першою гуртом без контракту, яка виграла турнір MTV Musical March Madness, обійшовши такого виконавця як Linkin Park.
Наприкінці 2015 року вони підписали контракт із Sumerian Records і випустили свій перший повноформатний альбом Boom Boom Room (Side A) у червні 2016 року. Сингл «Get Higher» досяг 26 місця в Billboard Modern Rock Charts. Вони подорожували з Warped Tour у 2016 році. 2017 року Ремінгтон Лейт озвучив персонажа Джонні Фауста (його грав Енді Бірсак) у фільмі "Американський сатана "; Лейт також озвучив співака у вигаданому гурті фільму. У цей період гурт додав басиста Даніеля Курчіо та гітариста Ендрю Мартіна як гастролюючих музикантів.
Palaye Royale розпочали запис свого другого альбому на початку 2018 року, хоча матеріал із ранніх сесій було скасовано. Альбом Boom Boom Room (Side B) був завершений лише за тиждень до того, як гурт приєднався до Warped Tour того року. Альбом вийшов у вересні 2018 року. У цей період британські шанувальники гурту організували серію зустрічей у громадських парках під назвою Palaye in the Park; гурт відвідав цей перший концерт у Лондоні, і шанувальники в інших країнах перейняли таку практику.
Гурт організував власний тур навесні 2019 року на підтримку Boom Boom Room (Side B). Під час туру Себастьян Данціг був заарештований за те, що кинув чашку кави в автомобіль, який намагався переїхати його та собаку його нареченої. Влітку того ж року Palaye Royale відкрився для Роба Зомбі та Меріліна Менсона під час туру Twins of Evil. На початку 2020 року гурт запустив серію магазинів в Англії, у яких шанувальники цієї країни могли відвідати спеціальну роздрібну подію, щоб придбати сувенір гурту без оплати міжнародної доставки. На цих заходах часто демонструються роботи барабанщика Емерсона Баррета. Практика поширилася і на інші європейські країни, у деяких з них навіть з'являвся гурт.
На початку 2020 року гурт вирушив у європейський тур на підтримку майбутнього третього альбому. Лютневий концерт у Глазго, Шотландія, був скасований через незгоду з місцем проведення, а ще один концерт у Бірмінгемі, Англія, був скасований, але замінений аншлаговим шоу у Вулвергемптоні. Безпосередньо перед концертом у Празі, Чехія, решту туру було скасовано через пандемію COVID-19. Третій альбом гурту, The Bastards, вийшов у травні 2020 року та включав внесок у написання пісень від гастролюючих музикантів Даніеля Курсіо та Ендрю Мартіна. Курсіо звільнили з гурту в червні 2020 року через звинувачення в неналежній поведінці в Інтернеті.
5 липня 2021 року гурт оголосив про початок нової альбомної ери та найближчий вихід двох нових синглів. 9 липня обидва сингли під назвою «No Love In LA» і «Pinching Bag» вийшли на всіх платформах. 11 жовтня 2021 року гурт випустив новий сингл під назвою «Paranoid». Назва альбому Fever Dream була офіційно оголошена 16 листопада під час інтерв'ю з Тедом Страйкером, після чого з'явився пост в офіційному Twitter-і гурту. 20 травня він випустив пісню Broken, яка є частиною альбому Fever Dream. Цей альбом незабаром вийде. 20 травня учасники випустили свою пісню Broken, а 15 липня — головний трек альбому Fever Dream. 3 серпня вони оголосили про свій європейський та британський тур Fever Dream 2023 року зі спеціальним гостем Йонакою.

## Музичний стиль
Гурт часто описували та ідентифікували себе як фешн-арт-рок, а також описували як рок-н-рол, глем-рок, інді-рок та гаражний рок. Вони назвали такий вплив на себе, як The Animals, The Faces, Small Faces, The Rolling Stones, The Doors, Девід Боуї, T. Rex, The Velvet Underground і класична музика. Журнал Classic Rock описав їхній стиль як «перехід від року під впливом My Chemical Romance до панку New York Dolls через штрихи блюзу Stones».

## Учасники гурту
Поточні
- Ремінгтон Лейт — головний вокал (2008—теперішній час)
- Себастьян Данціг — гітара, клавішні (2008–тепер)
- Емерсон Барретт — барабани, фортепіано (2008—теперішній час)
- Ендрю Мартін — гітара (2018—теперішній час)
- Дженні Ві — бас-гітара (2021—теперішній час)

У минулому
- Даніель Курсіо — бас (2017—2020)

## Дискографія

### Студійні альбоми
- Boom Boom Room (Side A) (2016) № 21 US Billboard Heatseekers Albums[32]
- Boom Boom Room (Side B) (2018) № 89 US Billboard 200[33]
- The Bastards (2020)[34] № 192 Billboard 200 / № 27 Billboard Top Rock Albums Chart / № 12 Billboard Top Alternative Albums Chart[35]
- Fever Dream (2022)

### ЕР
- The Ends Beginning (2013)[36]
- Get Higher / White (2013)[36]
- No Love in LA / Punching Bag (2021)

### Сингли
- «Morning Light» (2012)[37]
- «Get Higher» (2013; re-released 2017)[37] No. 26 US Mainstream Rock Songs[38]
- «You'll Be Fine[en]» (2018)[39] No. 22 US Mainstream Rock Songs[38]
- «Death Dance» (2018)
- «Fucking with My Head» (2019)
- «Nervous Breakdown» (2019)
- «Hang On to Yourself» (2019) No. 39 US Mainstream Rock Songs[38]
- «Massacre, the New American Dream» (2019)
- «Lonely» (2020)
- «Little Bastards» (2020)
- «Anxiety» (2020)
- «Mad World» (2020)
- «Nightmares in Paradise» (from «Paradise City») (2021)
- «No Love in LA» (2021)
- «Punching Bag» (2021) No. 34 US Alternative Airplay[40]
- «Paranoid» (2021)
- «Broken» (2022)
- «Fever Dream» (2022)

## Нагороди та номінації
| рік      | Нагорода                       | Категорія | Результат | посилання |
| -------- | ------------------------------ | --- | --------- | --------- |
| 2017 рік | Alternative Press Music Awards | style="background: #FDD; color: black; vertical-align: middle; text-align: center; " class="no table-no2"\|Номінація     | [ 41 ]    |           |
| 2018 рік | Нагороди Rock Sound Awards     | style="background: #99FF99; color: black; vertical-align: middle; text-align: center; " class="yes table-yes2"\|Перемога | [ 42 ]    |           |
| 2020 рік | Нагороди Juno                  | style="background: #FDD; color: black; vertical-align: middle; text-align: center; " class="no table-no2"\|Номінація     |           |           |